# Рупијано (Верона)
Рупијано је насеље у Италији у округу Верона, региону Венето.
Према процени из 2011. у насељу је живело 88 становника. Насеље се налази на надморској висини од 402 м.